# Charles H. Kraft
Charles H. Kraft (15 luglio 1932) è un antropologo e linguista statunitense.

## Biografia
Dopo avere conseguito il bachelor of arts  in antropologia al Wheaton College nel 1953, Kraft ha trascorso alcuni anni in Nigeria come missionario della Brethren Church, una congregazione anabattista. Rientrato negli Stati Uniti, ha conseguito il Bachelor of Divinity all’Ashland Theological Seminary nel 1960. Avvicinatosi ad una comunità battista, ha cominciato a fare volontariato per i giovani. Nel 1963 ha conseguito il Ph.D. all’Hartford Seminary Foundation. Successivamente ha insegnato lingue africane all'Università statale del Michigan e all'Università della California, Los Angeles. Nel 1969 è diventato professore di Antropologia e comunicazione interculturale al Seminario Teologico Fuller, incarico che ha mantenuto fino al 2008, quando si è ritirato dall'insegnamento diventando professore emerito. Kraft ha anche insegnato a tempo parziale antropologia alla Biola University. Divenuto pastore protestante, Kraft si è avvicinato negli anni ottanta al Vineyard Movement, un movimento evangelicalista neopentecostale. Kraft ha scritto diversi volumi. Attualmente vive con la moglie Meg in California, dove conduce incontri e seminari sul combattimento spirituale e la guarigione interiore.

## Libri principali
- Introductory Hausa, 1973
- Teach Yourself Hausa Complete Course (Teach Yourself), 1973
- A Hausa reader: Cultural materials with helps for use in teaching intermediate and advanced Hausa, 1974
- Readings in Dynamic Indigeneity, 1979
- Christianity in Culture: A Study in Dynamic Biblical Theologizing in Cross-Cultural Perspective (1979, revised 2005)
- Chadic wordlists (Marburger Studien zur Afrika- und Asienkunde), 1981
- Communication Theory for Christian Witness, 1983
- Christianity With Power: Your Worldview and Your Experience of the Supernatural, 1989
- Defeating Dark Angels: Breaking Demonic Oppression in the Believer's Life, 1992
- Deep Wounds, Deep Healing: Discovering the Vital Link Between Spiritual Warfare and Inner Healing , 1993
- Behind Enemy Lines: An Advanced Guide to Spiritual Warfare , 1994
- Anthropology for Christian Witness, 1996
- I Give You Authority, 1997
- Confronting Powerless Christianity: Evangelicals and the Missing Dimension, 2002
- Communicating Jesus' Way, 2003
- The Rules of Engagement: Understanding the Principles that Govern the Spiritual Battles in Our Lives, 2005
- Two Hours to Freedom: A Simple and Effective Model for Healing and Deliverance, Oct. 2010
- Culture, Communication, and Christianity: A Selection of Writings, 2013